# .22 Winchester Magnum Rimfire
.22 Winchester Magnum Rimfire, інші назви .22 WMR, .22 Magnum, .22 WMRF, .22 MRF або .22 Mag, набій кільцевого запалення. Спочатку споряджався кулею вагою 2,6 г яка мала дулову швидкість 610 м/с. Зараз .22 WMR споряджається кулею вагою 3,2 г дулова швидкість якої 470 м/с або 1,9 г, дулова швидкість 670 м/с.

## Історія
В 1959 році компанія Winchester представила набій .22 WMR, але сама компанія Winchester не використовували його до появи гвинтівки з підствольним магазином Winchester Model 61 в 1960 році. Першою гвинтівкою під цей набій стала гвинтівка Marlin Levermatic випущена в 1959 році, оскільки конструкцію можна було легко модифікувати для використання більш потужних набоїв. На час появи рушниці Winchester 61, Smith & Wesson та Ruger мали револьвери під цей набій, а Savage випустили револьвер Модель 24 та з кінця 2012 року, Модель 42, більш сучасне оновлення Моделі 24, комбінована гвинтівка/рушниця .22/.410. Це був єдиний успішний набій кільцевого запалення, представлений в 20 столітті.

## Параметри і заряд
Набій .22 WMR мав довшу гільзу ніж більш популярний набій .22 Long Rifle (LR), який мав такий саме діаметр та довжину. Гільза .22 WMR є подовженою версією старого .22 WRF. У найпоширеніших сучасних зарядах, комбінація більшої кількості пороху та вищий постійний тиск дають швидкість кулі вагою 2,6 г в 570 м/с при стрільбі з гвинтівки та 460 м/с при стрільбі ручної зброї. Через більший розмір, набій .22 WMR не можна заряджати в зброю під набій .22 LR. Небезпечні також і набої .22 LR для зброї під набій .22 WMR. При використанні набою LR гарячі порохові гази можуть витікати через патронник або з камори барабану, оскільки набій менший за набій .22 WMR і не прилягає щільно до стінок патроннику. Проте, деякі виробники револьверів випускають різні барабани для зброї, щоб стрілець міг легко стріляти обома набоями.

## Використання
Набій .22 WMR має кулі які важать так само як і кулі набою .22 Long Rifle, але вони рухаються швидше, а тому летять на дальшу відстань і краще вражають на будь-якій дистанції. Куля вагою 2,6 г .22 WMR на відстані в 100 м має на 50% більшу кінетичну енергію ніж така сама куля .22 LR при виході з дула. Набій .22 WMR має кращу пробивну властивість та краще розширюються на великих відстанях.
При наведенні на максимальну дальність прямого пострілу по цілі висотою 76 мм куля вагою 2,6 г набою .22 WMR має ефективну дальність майже 114 м.  Це робить набій .22 WMR ефективним набоєм для коротких та середніх відстаней для гвинтівок вармінт та мисливських гвинтівок. Куля .22 WMR може ефективно вбивати невелику дичину, таку як кролі, зайці, бабаки, прерійні собаки, лисиці, єноти, опосуми та койоти. Досить тихий звук пострілу та низька віддача, також роблять цей набій дуже бажаним для цільової стрільби та стрільби для розваги. 

## Зброя під набій .22 WMR
Вперше його використали в карабіні Marlin Модель 57M Levermatic в 1959 році, за ним в комбінованій зброї .22 WMR /.410 калібру Savage Модель 24, потім його почала використовувати в своїй зброї компанія Вінчестер, в помпових рушницях Моделі 61 та 275 і в важільній гвинтівці Модель 255. Комбінована зброя Chiappa Double Badger також мала ствол під набій .22 WMR. Гвинтівка Springfield Armory M6 Scout також має ствол для стрільби набоями .22 Magnum окрім .410 калібру. Схожа скомбінована зброя Chiappa M6 Survival Gun також має рушничний ствол 12-го або 20 калібру над стволом калібру .22 Magnum.
Під набій .22 WMR випустили велику кількість однозарядної та магазинної зброї. Тиск .22 WMR менший за той, що потрібен для роботи УСМ з вільним затвором, але було випущено самозарядну гвинтівки Jefferson Model 159 під цей набій. До 1990-х років, більшість зброї під набій .22 WMR були гвинтівки з ковзним затвором. В 1977-1985 роках Harrington &amp; Richardson розробили першу американську самозарядну гвинтівку під набій .22 WMR. В 1990-х роках самозарядні гвинтівки .22 WMR також випускали компанії Ruger (10/22) та Marlin, а зараз їх випускають компанії Remington (Model 597) та Tanfoglio Appeal Rifle, а також Excel Arms Accelerator Rifle та Savage arms A22 magnum.
Револьвери під набій .22 WMR випускали компанії Smith & Wesson, Colt, Taurus, North American Arms, Heritage Arms та Sturm Ruger. Самозарядні пістолети під цей набій випускали компанії Kel-Tec, Grendel та AMT, останні два зараз не функціонують (AMT відновлено як компанію High Standard). Конструкції Grendel, AMT та Kel-Tec мали спеціально розроблені патронники з канавками або газовими отворами, які були розроблені для змащення довгого, тонкого набою газами з патронника, щоб подолати ефект Бліша і для забезпечення легкої екстракції гільзи. Компанія High Standard випускає різні моделі та версії своїх класичних двозарядних деррінджерів під набої .22 WMR та .22 LR.

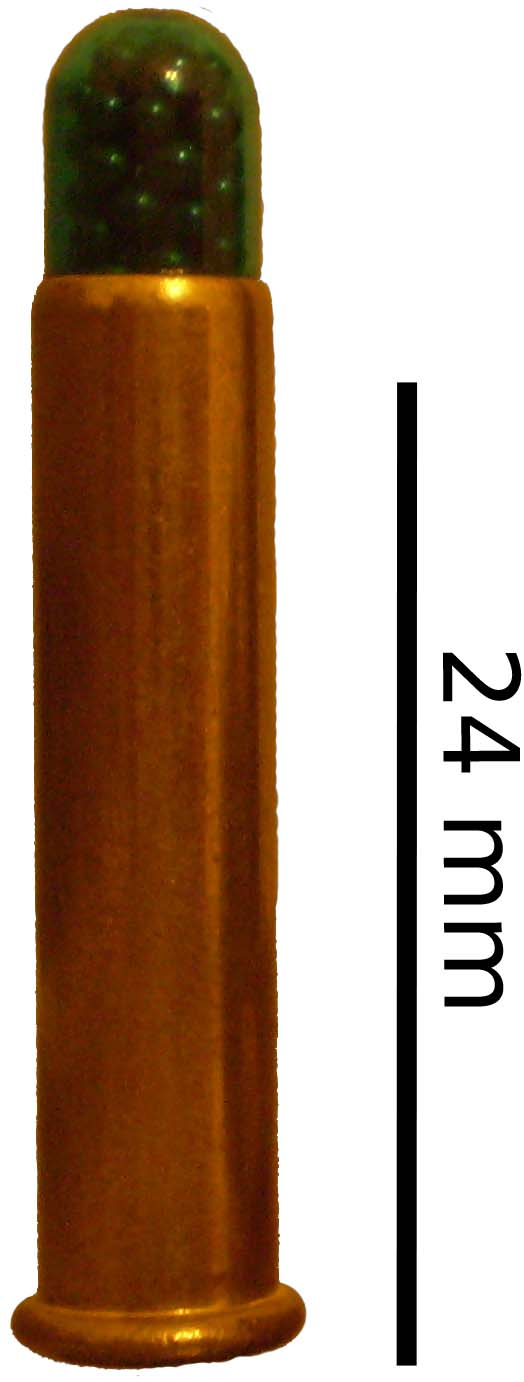
Щурячий набій .22 WMR

Гладкоствольний Marlin Model 25MG, восьмизарядний, магазинний, дробовик з ковзним затвором під набій .22 WMR виробництва Marlin firearms Company. Він був спеціально розроблений для використання щурячих набоїв і продавалася як "садова зброя" для знищення малих садових та сільськогосподарських шкідників. При використанні щурячих набоїв ефективна відстань стрільби становила 15 метрів. Створена на основі ранніх конструкцій садова зброя Marlin .22 калібру мала добре видиму мушку, але не мала цілика

Аргентинський пістолет-кулемет EDDA використовував набої .22 WMR.
В 2018 році компанія Standard Manufacturing представила 8-зарядний револьвер .22 WMR на Shot Show в Лас-Вегасі. Револьвер був спочатку представлено як Volleyfire. Револьвер мав два розташованих горизонтально стволи і стріляв 2 набоями .22 WMR (1 куля на ствол) при кожному натисканні на спусковий гачок. В 2019 році почали випускати зброю і назвали її “Thunderstruck [Архівовано 18 квітня 2021 у Wayback Machine.]”.

## Боєприпаси

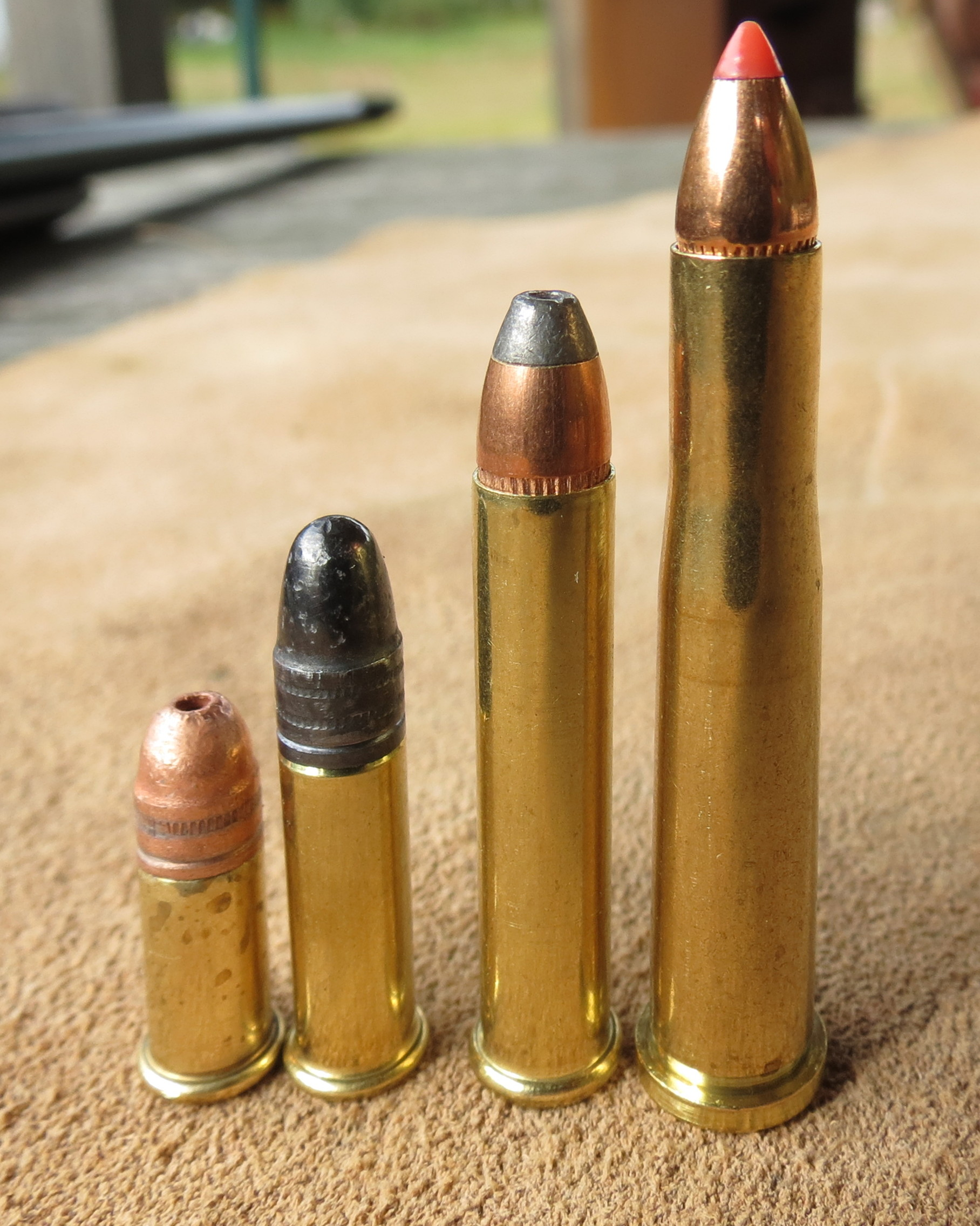
Зліва направо, .22 Short, .22 LR, .22 Winchester Magnum Rimfire та .22 Hornet

Набій .22 WMR є подовженою, більш потужною версією більш раннього набою .22 WRF. Незважаючи на часті твердження, набій не можна безпечно використовувати в будь-якій вогнепальній зброї, за винятком спеціально призначеної для неї зброї. Навіть зброя під набій .22 WRF не підходить; довжина гільзи інша і хоча набій можна вставити в патронник, немає гарантії, що використання невірного набою може бути безпечним або ефективним.
Набій .22 WMR деякий час був найпотужнішим набоєм кільцевого запалення; він навіть перевершив .22 WCF.  Його зміг перевершити за швидкістю та кінетичною енергією набій .17 Winchester Super Magnum.
Широка доступність в магазинах, вибір та доступність набоїв .22 WMR все ж таки не змогли перевершити популярність набою .22 Long Rifle.  Крім того, набій .22 WMR зазвичай є більш дорогим за набій .22 LR, хоча за продуктивністю його можна порівняти з набоєм .17 HMR, який є дешевшим за набій .22 калібру центрального запалення.
Оскільки більшість гвинтівок під набій .22 WMR мають трубчасті магазини, носики куль зазвичай пласкі або принаймні тупі для гладкої подачі та зменшення пошкодження куль. Хоча гостроноса куля не може пошкодити капсуль в набої кільцевого запалення (є така небезпека при використанні набоїв центрального запалення в трубчастих магазинах), штампування виробника розташовано в середині основи набою кільцевого запалення і це може заважати гостроносим металевим кулям потрапляти в трубчасті магазини. Проте, компанії Remington, CCI та Hornady тепер випускають кулі з 30- або 33-граними (2,1 г) балістичними наконечниками з полімерного пластику, які знижують небезпеку потрапляння гострих боєприпасів в трубчасті магазини.
Кулі набою .22 WMR загалом є незмащеними свинцевими з щільним мідним покриттям, з суцільним носом та порожниною розроблена для полювання на невелику дичину.
Обмежений вибір комерційних боєприпасів .22 WMR надихнув спеціалістів по боєприпасам обрати гільзу .22 WMR для ручного спорядження високопродуктивних набоїв кільцевого запалення. Зазвичай вони заряджають набої гостроносими кулями для аеродинамічних переваг, використовуючи ті самі кулі, що і в набої .22 калібру центрального запалення. Хоча такі кулі зазвичай важчі за стандартні кулі набою .22 WMR, гострий ніс та конічний хвіст краще зберігають енергію, що забезпечує краще ураження на великих дистанціях.
Інші спеціалісти обжимають дульце гільзи .22 WMR до менших калібрів, наприклад .20 (5 мм) та .17 (4,5 мм) або навіть менше, у спробі отримати максимальну швидкість та більш пласкішу траєкторію. Наприклад, експериментальна конструкція шведського набою 4.5×26 мм MKR.